# Gobemoucheron gris-bleu
Polioptila caerulea
Espèce
Statut de conservation UICN

 LC  : Préoccupation mineure
Répartition géographique
Le Gobemoucheron gris-bleu (Polioptila caerulea) est une espèce d'oiseaux de la famille des Polioptilidae.

## Description
C'est un oiseau chanteur de très petite taille.

## Répartition
Son aire s'étend à travers les États-Unis , le Mexique et rarement au sud du Québec et Ontario; il hiverne dans le nord des Antilles et le long du littoral ouest du Mexique.

## Mode de vie
Il privilégie les zones humides avec de grandes feuilles, les zones boisées et les zones sablonneuses plus ouvertes avec des arbres clairsemés où il se nourrit principalement d'insectes, d'œufs et d'araignées. Les mâles travaillent souvent à la construction des nids, aident à incuber et à élever les petits, ainsi qu'à nourrir les enfants, ce qui est souvent considéré comme le rôle d'une mère. Leurs nids sont souvent construits loin sur une branche d'arbre avec des toiles d'araignée et du lichen.

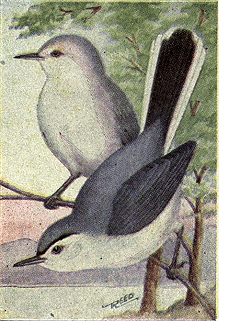
Couple
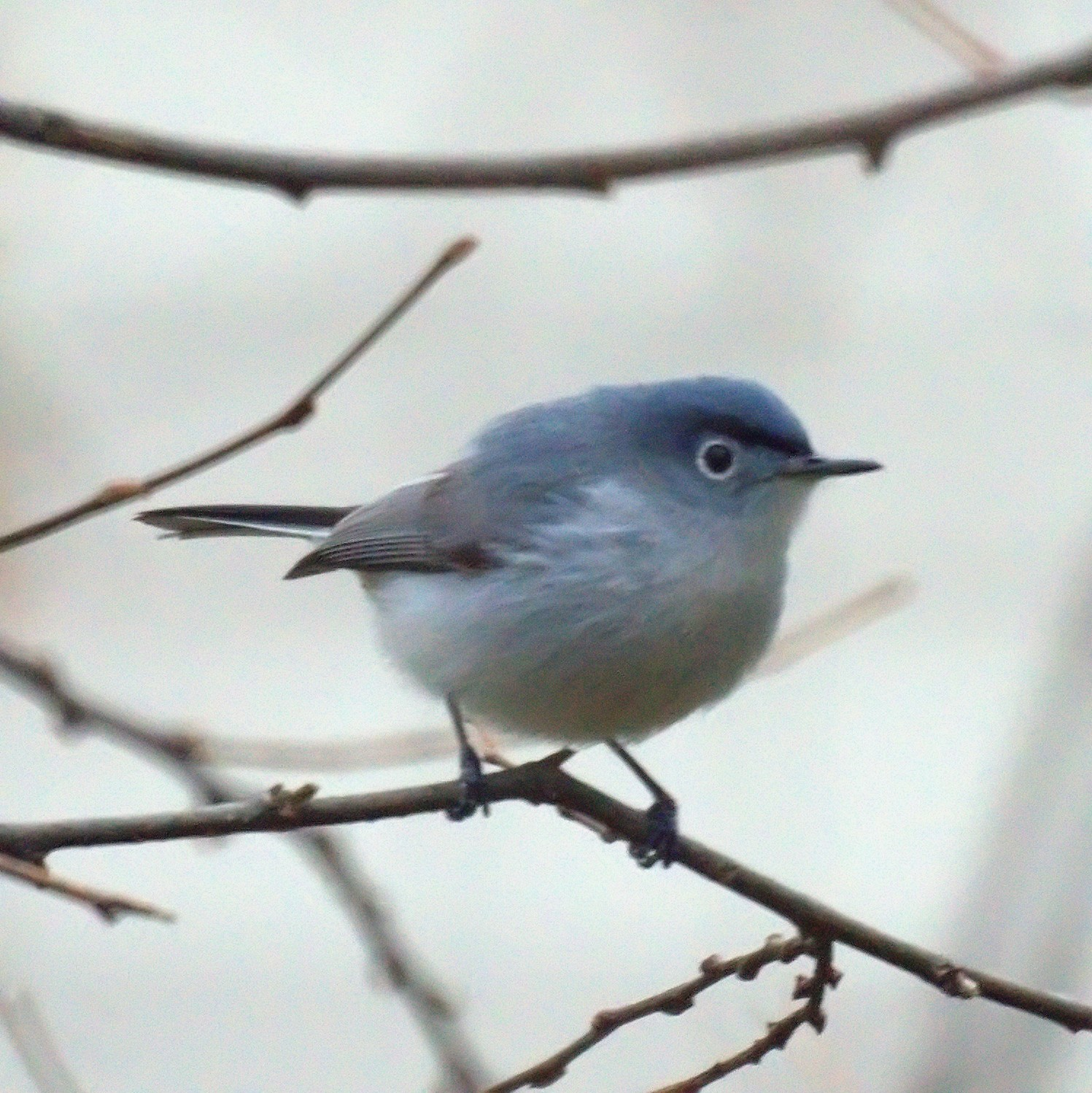
♂
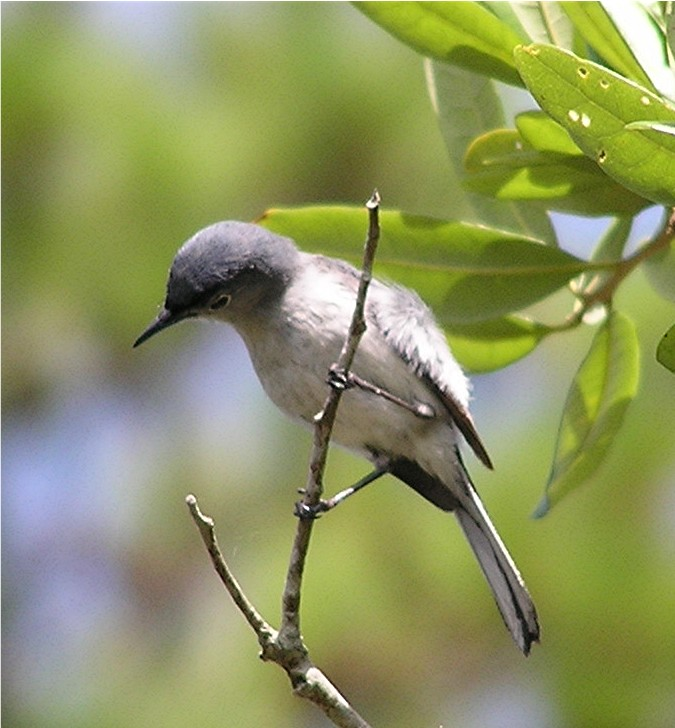
♀
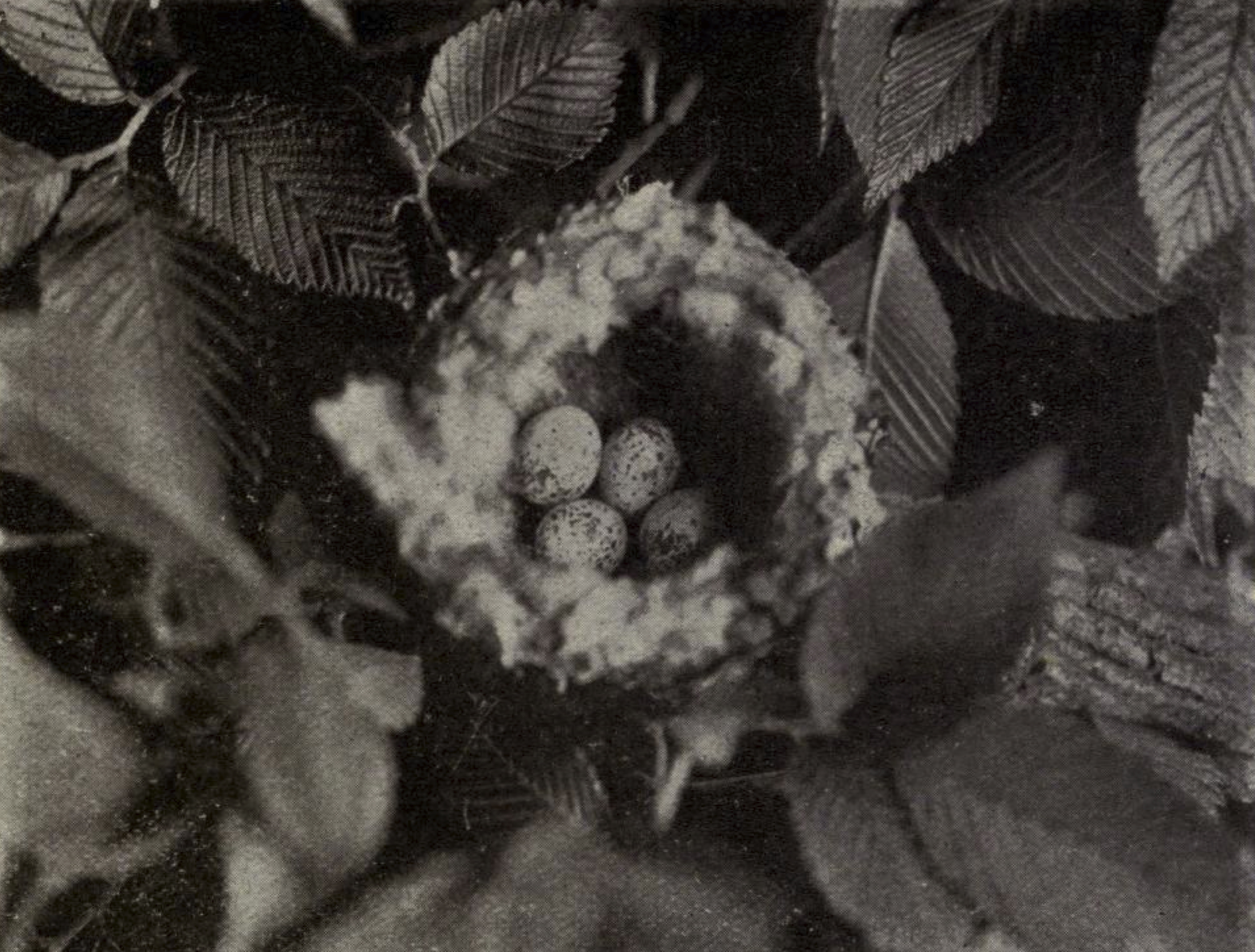
Nid